# 王同祖
王同祖（1497年—1551年），字繩武，直隶蘇州府崑山（今江蘇昆山市）人，明朝政治人物。

## 生平
正德十六年（1520年），登进士，选庶吉士，散馆授翰林院编修，累升任国子监司業。嘉靖二十一年，上疏进言因忤逆皇上，被贬罢官。嘉靖三十年去世，享年五十五岁。

## 著作
著有《五龍山人集》。

## 家族
曾祖王復，監察御史。祖父王曰敏，训导。父王银，承事郎。母吴氏。慈侍下。孫王炳衡、王炳璿。